# Adam Erne
Adam Erne (New Haven, Connecticut, 20 de abril de 1995), apodado Big Ern, es un jugador profesional estadounidense de hockey sobre hielo que se desempeña en la posición de extremo izquierdo en Edmonton Oilers, equipo de la National Hockey League (NHL).

## Carrera
Fue seleccionado en la segunda ronda en la NHL Entry Draft de 2013. En 2016 hizo su debut profesional con el equipo Tampa Bay Lightning, en el cual jugó tres temporadas (2016-2019), después pasó a Detroit Red Wings (2019-2023), luego a Edmonton Oilers, donde lleva jugando una temporada.